# Ulica 2 Pułku Strzelców Podhalańskich w Sanoku
Ulica 2 Pułku Strzelców Podhalańskich w Sanoku – ulica w Sanoku.
Pierwotnie ulica nosiła imię Elżbiety Granowskiej. Podczas okupacji niemieckiej nazwa została przekształcona w niemieckojęzyczną Granowskastrasse. Po wojnie, w toku wielu zmian nazw ulic w Sanoku w 1951 podjęto projekt przemianowania ulicy Elżbiety Granowskiej na ulicę Marcelego Nowotki. Nazwa ulicy pod tym patronatem utrzymywała się w okresie PRL. W grudniu 1989 w uchwale Miejskiej Rady Narodowej w Sanoku zapisano, aby dla nowo powstających ulic przyjąć nazwą m.in. Elżbiety Granowskiej. Ostatecznie nazwano ulicę patronatem 2 Pułku Strzelców Podhalańskich, który stacjonował w Sanoku od 1920 do 1939.

## Zabudowa ulicy
- Budynek pod numerem 1. Został wpisany do wojewódzkiego oraz do gminnego rejestru zabytków miasta Sanoka[6][7].
- Dom pod numerem 2. Od 1935 zamieszkiwała w nim przybyła ze Lwowa do Sanoka, rodzina Józefa i Józefy Szuberów[1][8][9]; w późniejszych latach dom sprzedał potomek rodziny, poeta Janusz Szuber, który opisał to w swoim wierszu pt. Z czasu do bezczasu, opublikowanym w tomiku poezji pt. Wpis do ksiąg wieczystych z 2009[3]
- Dom pod numerem 3.
- Dom pod numerem 15.
- Dom pod numerem 30. Zbudowany w 1936, pierwotnie stanowił gospodę na potrzeby 2 Pułku Strzelców Podhalańskich; w późniejszych latach ulokowano w budynku zajazd „Dworek Sanocki”[10].
- Dom pod numerem 32.